# Солнцестояние (фильм, 2019)
«Солнцестоя́ние» (швед. Midsommar, букв. Мидсоммар) — художественный фильм в жанре фолк-хоррор 2019 года режиссёра и сценариста Ари Астера. Фильм совместного производства США и Швеции. Главные роли исполнили Флоренс Пью и Джек Рейнор. Сюжет повествует о молодой паре и их друзьях, втянутых в жестокий культ общины на празднике летнего солнцестояния в Швеции.
Проект изначально задумывался как незамысловатый слэшер, действие которого происходит среди шведских сектантов. В получившейся ленте сохранились некоторые элементы оригинальной концепции, к которым были добавлены мотивы ухудшающихся человеческих отношений, что отражало опыт тяжёлого расставания, пережитого самим режиссёром. Саундтрек, написанный британским музыкантом сербского происхождения Бобби Крликом, вдохновлён скандинавской народной музыкой. Натурные съёмки проходили неподалёку от Будапешта летом и осенью 2018 года.
Мировая премьера «Солнцестояния» состоялась 18 июня 2019 года в нью-йоркском кинотеатре Alamo Drafthouse. Фильм был выпущен в прокат в США 3 июля 2019 года студией A24, в Швеции — 10 июля 2019 года компанией Nordisk Film. Он получил положительные отзывы критиков, похваливших режиссуру Астера и игру Пью в частности, но при этом вызвал неоднозначную оценку аудитории. В прокате кинолента имела умеренный успех, собрав 48 млн долларов при бюджете в 9 млн.

## Сюжет
Студентка колледжа Дэни Ардор страдает от сильной психологической травмы после того, как её сестра убивает родителей и совершает самоубийство. Это ещё более обостряет отношения Дэни с и без того отдалившимся от неё парнем Кристианом Хьюзом, аспирантом-антропологом. Кристиан, планировавший закончить отношения с девушкой, в итоге остаётся с ней из жалости в свете последних событий.
В начале следующего лета Дэни и Кристиан посещают вечеринку, на которой присутствуют его друзья Марк, Джош и швед Пелле. Там Дэни узнаёт об их предстоящей поездке по приглашению Пелле в его родовую общину Хоргу в Хельсингланде, где будет проходить праздник летнего солнцестояния. Этой возможностью пользуется Джош, пишущий диссертацию о европейских летних праздниках. Дэни корит Кристиана за то, что он сразу не сказал ей о потенциальной поездке. Чтобы сгладить неловкую ситуацию, Кристиан зовёт её с собой, не посоветовавшись с друзьями.
Группа прибывает в Хоргу и знакомится с британской парой Саймоном и Конни, приглашённых Ингемаром, братом Пелле. Ингемар предлагает гостям псилоцибин, из-за чего у Дэни появляются бэд-трип и галлюцинации с умершей сестрой. Одна из девушек деревни, Майя, оказывает знаки внимания Кристиану. На следующий день группа наблюдает церемонию аттеступа, в ходе которой двое старейшин общины совершают ритуальное самоубийство, прыгая со скалы. Когда престарелый мужчина переживает падение, члены общины имитируют его крики боли и добивают молотом. Сив, одна из старейшин, пытается успокоить Конни и Саймона, объясняя им, что это очень древний обычай Хорги.
Кристиан признаётся Джошу в краже его темы диссертации, и между ними завязывается ссора. Джош пытается получить от старейшины больше информации о древних рунических практиках секты, которые основаны на картинах местного уродца, рождённого в результате инцеста и считающимся оракулом в общине. Тем временем Дэни, напуганная местными церемониями, хочет уехать, но Пелле убеждает её остаться. Он объясняет, что тоже осиротел после того, как его родители погибли при пожаре, и коммуна стала для Пелле новой семьёй. Конни, собирая вещи, узнаёт от жителя деревни, что Саймона «отвезли на вокзал» без неё, и в возмущении уходит. После того как Марк случайно мочится под священным деревом, что вызывает ярость одного из представителей культа Ульфа, девушка-сектантка во время ужина отводит его с собой в лес. Той же ночью Джош пробирается в храм, чтобы сфотографировать священный рунический текст. В этот момент его отвлекает частично обнажённый мужчина в маске из скальпированного лица Марка, затем некто забивает Джоша молотом и утаскивает прочь.
На следующий день Дэни принуждают выпить галлюциногенный чай и участвовать в конкурсе танцев вокруг майского дерева. Тем временем старейшины приглашают Кристиана на встречу с Сив, в ходе которой тот узнаёт, что он и Майя — идеальная пара для сексуального ритуала. Дэни выигрывает в конкурсе, и её коронуют как королеву мая. Кристиан также получает психоделик и вынужденно совершает ритуальное соитие с Майей, пока другие обнажённые женщины наблюдают за процессом и имитируют её стоны удовольствия. Дэни становится свидетельницей ритуала и, полагая, что Кристиан ей изменяет, испытывает паническую атаку. Несколько женщин общины сопереживают Дэни, подражая её крикам отчаяния. После ритуала дезориентированный Кристиан обнаруживает торчащую из земли ногу Джоша и находит в сарае Саймона, которого расчленили, подобно древней казни «кровавый орёл» времён викингов. Затем Кристиана парализует старейшина, распылив ему в лицо некий порошок.
В финальной части ритуала культисты объясняют, что коммуна должна сделать девять человеческих жертвоприношений, чтобы «очистить её от зла». Первыми четырьмя жертвами стали Джош, Марк, Конни и Саймон, которых Пелле и Ингемар заманили в деревню. Следующие четыре жертвы — члены общины: старейшины-самоубийцы, а также пока ещё живые добровольцы Ингемар и Ульф. Как королева мая, Дэни должна выбрать последней жертвой парализованного Кристиана или избранного в лотерее члена общины. Дэни решает пожертвовать Кристианом, поскольку злится на него как из-за недавней физической измены, так и ввиду их общего разлада. Его зашивают в шкуру выпотрошенного медведя и помещают в закрытый ранее пирамидообразный храм рядом с другими жертвами. Члены общины поджигают храм и начинают молиться. Кристиан сгорает заживо, Ульф агонизирует, а сектанты подражают его крикам. Когда храм сгорает и культисты празднуют завершение своего ритуала, Дэни сначала кричит в ужасе, но затем на её лице появляется улыбка.

## В ролях
| Актёр                 | Роль          |
| --------------------- | ------------- |
| Флоренс Пью           | Дэни Ардор    |
| Джек Рейнор           | Кристиан Хьюз |
| Уильям Джексон Харпер | Джош          |
| Вильхельм Бломгрен    | Пелле         |
| Уилл Поултер          | Марк          |
| Эллора Торчия         | Конни         |
| Гуннель Фред          | Сив           |
| Арчи Мадекве          | Саймон        |
| Лив Мьёнес            | Улла          |
| Анна Острём           | Карин         |
| Изабель Грилл         | Майя          |
| Юлия Рагнарссон       | Инга          |
| Ребекка Джонстон      | Ульрика       |
| Хампус Халлберг       | Ингемар       |
| Хенрик Норлен         | Ульф          |
| Бьёрн Андресен        | Дэн           |

## Производство

### Разработка и кастинг

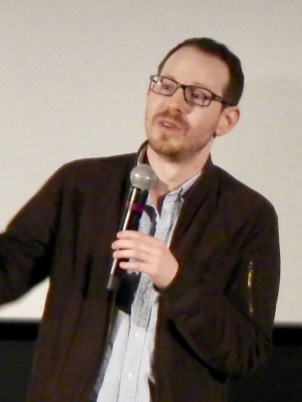
Ари Астер, режиссёр и сценарист фильма

В мае 2018 года было объявлено, что Ари Астер выступит режиссёром и сценаристом своего нового фильма, а Ларс Кнудсен спродюсирует проект. К созданию фильма была также привлечена независимая шведская кинокомпания B-Reel Films совместно с Square Peg, а дистрибьютором стала студия A24. По словам Астера, руководители B-Reel Films Мартин Карлквист и Патрик Андерссон предложили ему снять слэшер с местом действия в Швеции — идею, которую он первоначально отверг, поскольку считал, что «не имеет никакого отношения к этой истории». В конечном итоге Астер разработал сюжет, в котором два главных героя переживают отношения на грани разрыва, и написал сценарий по этой теме, опираясь на свой собственный жизненный опыт. Он описывал «Солнцестояние» как «фильм о расставании, замаскированный под фолк-хоррор» и «„Волшебник страны Оз“ для извращенцев». Источником вдохновения для своего проекта Астер назвал фильм 1981 года «Современный роман» с Альбертом Бруксом.
В конце июля 2018 года стало известно, что главную роль в фильме исполнит Флоренс Пью. Актриса объявила о присоединении к проекту во время продвижения мини-сериала «Маленькая барабанщица» со своим участием на пресс-туре Ассоциации телевизионных критиков. Тогда же было подтверждено, что в актёрский состав вошли Джек Рейнор, Уилл Поултер, Вильхельм Бломгрен, Уильям Джексон Харпер, Эллора Торчия и Арчи Мадекве.

### Съёмки
Съёмочный процесс стартовал 6 августа 2018 года неподалёку от Будапешта. Хотя сюжет в основном разворачивается в Швеции, Астер решил снимать фильм в Венгрии из-за финансовых ограничений и шведского законодательства, запрещающего проводить съёмки более восьми часов в день. Тем не менее, первые кадры с зимними пейзажами создавались в Швеции. Начальные эпизоды, действие которых происходит в США, были сняты там же. В частности, съёмки фрагментов с квартирой Дэни проходили в Бруклине, а сцены общения Кристиана с друзьями — в Солт-Лейк-Сити. Работа над кинолентой была завершена в октябре 2018 года.
Фильм снимался камерой Panavision DXL2 8K с объективом Primo Artiste в разрешении 5K, который использовался для работ с начальными сценами в США. Для натурных съёмок использовался объектив Primo 70s в разрешении 8K. Оператор Павел Погоржельский описывал Artiste как «винтажную оптику, имеющую живописный вид и несколько приглушённую», в то время как 70s «был однородным от края к краю с меньшими искажениями, что идеально подходило для очень широких обзоров, которые мы хотели снимать в 8K».
По словам Уильяма Джексона Харпера, съёмки проходили «тяжело» из-за сильной жары. Ещё одной серьёзной проблемой для съёмочной группы были осы и пауки. Харпер признавался, что в данных условиях команда снимала много дублей, чтобы добиться удовлетворительных результатов, как того хотел режиссёр.
В одном из интервью Флоренс Пью отметила, что «съёмки были совершенно сумасшедшими», при этом похвалив режиссуру Астера: «Он имел дело, возможно, с 100 или 120 людьми, дополнительными массовками и актёрами, все говорили на трёх разных языках, и он был капитаном корабля». Об участии в эпизоде эмоционального срыва Дэни с жительницами деревни Пью заявила, что ей обычно трудно плакать на камеру, и поблагодарила шведских актрис за то, что они «сделали эту сцену возможной». Она размышляла: «Я знала, что никогда больше не буду такой открытой, такой ранимой и такой измождённой, как в тот день».
Джек Рейнор сообщил, что перед началом работ над кадрами с наркотиками актёрский состав обсуждал свой собственный опыт употребления психоделических грибов. Актёр также рассказал о последнем дне съёмок секса между его персонажем и Майей, во время которых он пытался поднять боевой дух задействованных статисток и Изабель Грилл, не говорящих по-английски. Для Грилл данный фильм стал дебютом в кино. По мнению Рейнора, мужская нагота необычна для фильмов ужасов, так как в этом жанре более типична женская обнажённость. Он сказал, что выступал за более откровенную наготу своего героя: «Я действительно хотел ощутить чувство разоблачения и унижения этого персонажа. И я чувствовал себя очень, очень уязвимым, даже больше, чем я ожидал».

### Дизайн и визуальные эффекты
Астер сотрудничал с художником-постановщиком Хенриком Свенссоном, вместе с ним посетив провинцию Хельсингланд для работы над фольклорными элементами фильма и изучения традиций деревни Хорга. Так, Свенссон рассказывал, что прыжки с обрыва основаны на исторической практике Швеции, а использованный в сцене самоубийства молот был точной копией реквизита в одном из музеев Стокгольма. Он и Астер исследовали «многовековые фермы, стены которых обычно украшали росписи», чтобы разработать стилизованную версию декораций, а также праздники летнего солнцестояния в шведском, немецком и английском фольклорах. Фрески и гобелены на заднем плане некоторых сцен также указывают на события, происходящие в фильме. Режиссёр изучал духовные движения и сообщества, отметив, что особенно черпал вдохновение в антропософии Рудольфа Штайнера и теософии.
Дизайнер Андреа Флеш была назначена художницей по костюмам. Она разработала одежду для жителей Хорги на основе старинного белья из Венгрии и Румынии с использованием пуговиц из Швеции. По просьбе Астера члены общины носили костюмы белого цвета, изготовленные вручную. На каждом из них были вышиты рунические символы, уникальные для отдельных жителей сообщества, обозначающие их семьи и род занятий. Платье королевы мая, которое Дэни носила в конце фильма, Флеш самостоятельно сшила из более 10 000 шёлковых цветов, включающих луговые лютики, незабудки и душистый горошек.
Студия Filmefex под руководством гримёра-протезиста Ивана Погарнока отвечала за специальные эффекты фильма, а именно в сценах гибели персонажей. В эпизоде с самоубийством одного из старейшин общины использовалось тело манекена с головой актёра Бьёрна Андресена. Для следующего кадра добивания персонажа молотом была разработана искусственная голова с пневматическими цилиндрами внутри, которые раздвигали каждую секцию муляжа и складывали их обратно при нажатии кнопок, что позволяло снимать неограниченное количество дублей. Наибольшие трудности у гримёра возникли с созданием медведя, который должен был использоваться в сценах освежевания и сожжения. Как заявлял Погарнок, медведь создавался не только «с нуля», но и являлся одновременно и костюмом, и чучелом с искусственными внутренностями.
По словам Астера, визуальные эффекты для психоделических сцен создавались «методом проб и ошибок». Для показа дезориентированности персонажей после приёма веществ специалисты применяли эффекты искажения лиц и предметов. Режиссёр согласовал с мастерами минимальное визуальное оформление за неделю до выхода фильма, опасаясь, что зрители будут фокусироваться либо на сценах галлюцинаций, либо на самих персонажах, не замечая остальное.

### Музыка

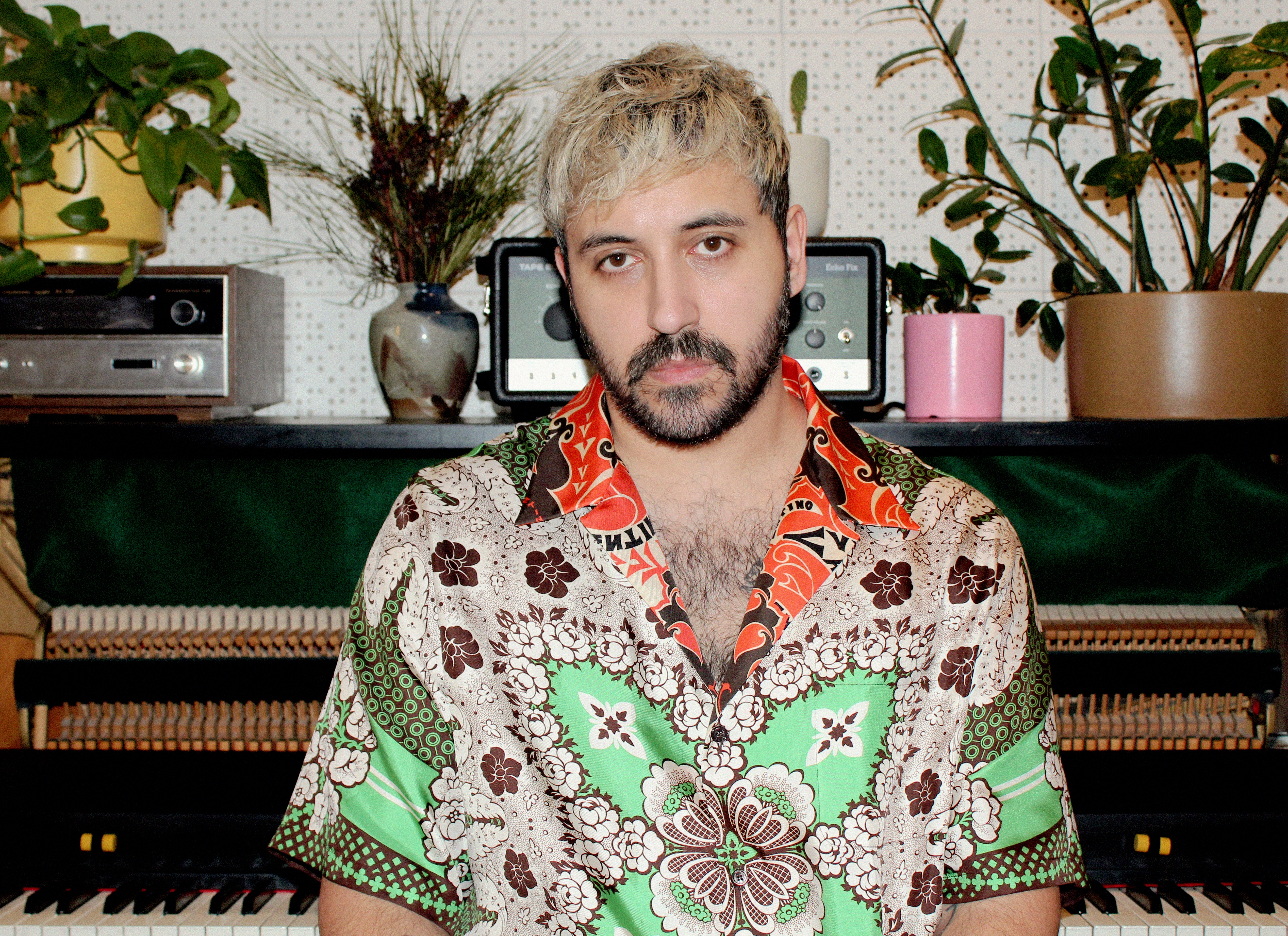
Бобби Крлик, композитор фильма

Саундтрек к фильму был написан британским композитором Бобби Крликом, выступающим под псевдонимом The Haxan Cloak. Музыкант начал работу над музыкой ещё до начала съёмок под руководством Астера. При создании партитуры Крлик вдохновлялся скандинавской народной музыкой и экспериментировал с различными жанрами, от традиционного оркестра до электроники. Часть записей с участием оркестра из 16 человек проходили в Air Studios в Лондоне. При этом Крлик делал основной акцент на звуковое оформление фильма с использованием струнных, гонгов и тарелок для получения «дыхания ветра» и «барабанного тона в помещении», чтобы передать «общее беспокойство на протяжении всего фильма».
В фильме используется диегетическая музыка, исполняемая шведскими актёрами посредством бессловесного атонального пения. Педагог Джессика Кенни работала над переводом священных текстов в музыку и создала специальный вокал для пения персонажей, собранный из разных частей древних языков.
Альбом-саундтрек был выпущен на CD и в цифровом виде 5 июля 2019 года лейблом Milan Records. Виниловое издание альбома вышло в сентябре 2019 года.
| №                   | Название                      | Длительность |
| ------------------- | ----------------------------- | ------------ |
| 1.                  | «Prophesy»                    | 0:32         |
| 2.                  | «Gassed»                      | 4:28         |
| 3.                  | «Hålsingland»                 | 3:05         |
| 4.                  | «The House that Hårga Built»  | 3:33         |
| 5.                  | «Attestupan»                  | 3:31         |
| 6.                  | «Ritual In Transfigured Time» | 1:28         |
| 7.                  | «Murder (Mystery)»            | 6:15         |
| 8.                  | «The Blessing»                | 3:04         |
| 9.                  | «Chorus of Sirens»            | 1:38         |
| 10.                 | «A Language of Sex»           | 0:44         |
| 11.                 | «Hårga, Collapsing»           | 2:40         |
| 12.                 | «Fire Temple»                 | 9:34         |
| Общая длительность: | Общая длительность:           | 40:32        |

## Релиз и маркетинг
28 февраля 2019 года был опубликован первый постер фильма. 5 марта 2019 года в сети состоялся релиз первого официального тизера-трейлера. 14 мая 2019 года вышел второй ролик. Также 21 июня 2019 года компания A24 выпустила промо-видео с новыми сценами из фильма.
Как и для других своих проектов, A24 подготовила широкую маркетинговую кампанию фильма. За неделю до выхода «Солнцестояния» студия провела акцию Hårgan Invasions в Бэттери-парк, в ходе которой детям вручалась фигурка медведя в клетке. В конце сентября 2019 года A24 при поддержке Talkspace организовала бесплатный трёхмесячный конкурс семейной терапии для трёх случайных пар-победителей. Также было разработано несколько изображений к фильму в виде фресок и гобеленов.
Мировая премьера фильма состоялась 18 июня 2019 года в нью-йоркском кинотеатре Alamo Drafthouse.
В США кинолента изначально планировалась к выпуску 9 августа 2019 года, однако впоследствии была перенесена на 3 июля. В России фильм вышел в прокат 18 июля 2019 года.
Фильм также имеет режиссёрскую 170-минутную версию со сценами, не вошедшими в оригинал. Её премьера состоялась 17 августа 2019 года в организации Film at Lincoln Center в Нью-Йорке. В кинотеатрах США данная версия была выпущена 30 августа 2019 года.
«Солнцестояние» стал доступен в формате Digital HD 24 сентября 2019 года, одновременно в тот же день вышла расширенная версия на Apple TV. Релиз киноленты на DVD и Blu-ray состоялся 8 октября 2019 года. Затем режиссёрская версия была выпущена на Blu-ray и 4K Ultra HD Blu-ray 20 июля 2020 года ограниченным тиражом в магазине компании A24.

## Приём

### Кассовые сборы
В Северной Америке «Солнцестояние» по прогнозам должен был собрать 8—10 млн $ за первые пять дней проката. В первый день фильм заработал 3 млн $, в том числе 1,1 млн $ с предпоказов во вторник вечером, что сайт Deadline Hollywood посчитал «потрясающим началом». Дебютные сборы составили 10,9 млн $. IndieWire описал стартовую кассу как «нормальную» и «приличную» при учёте бюджета менее 10 млн $, также предположив, что фильм станет потенциально успешным на рынке домашних медиа. По итогам проката кинолента собрала 27,5 млн $ в Северной Америке и 20,5 млн $ на международных территориях, что суммарно составило 48 млн $.

### Оценки

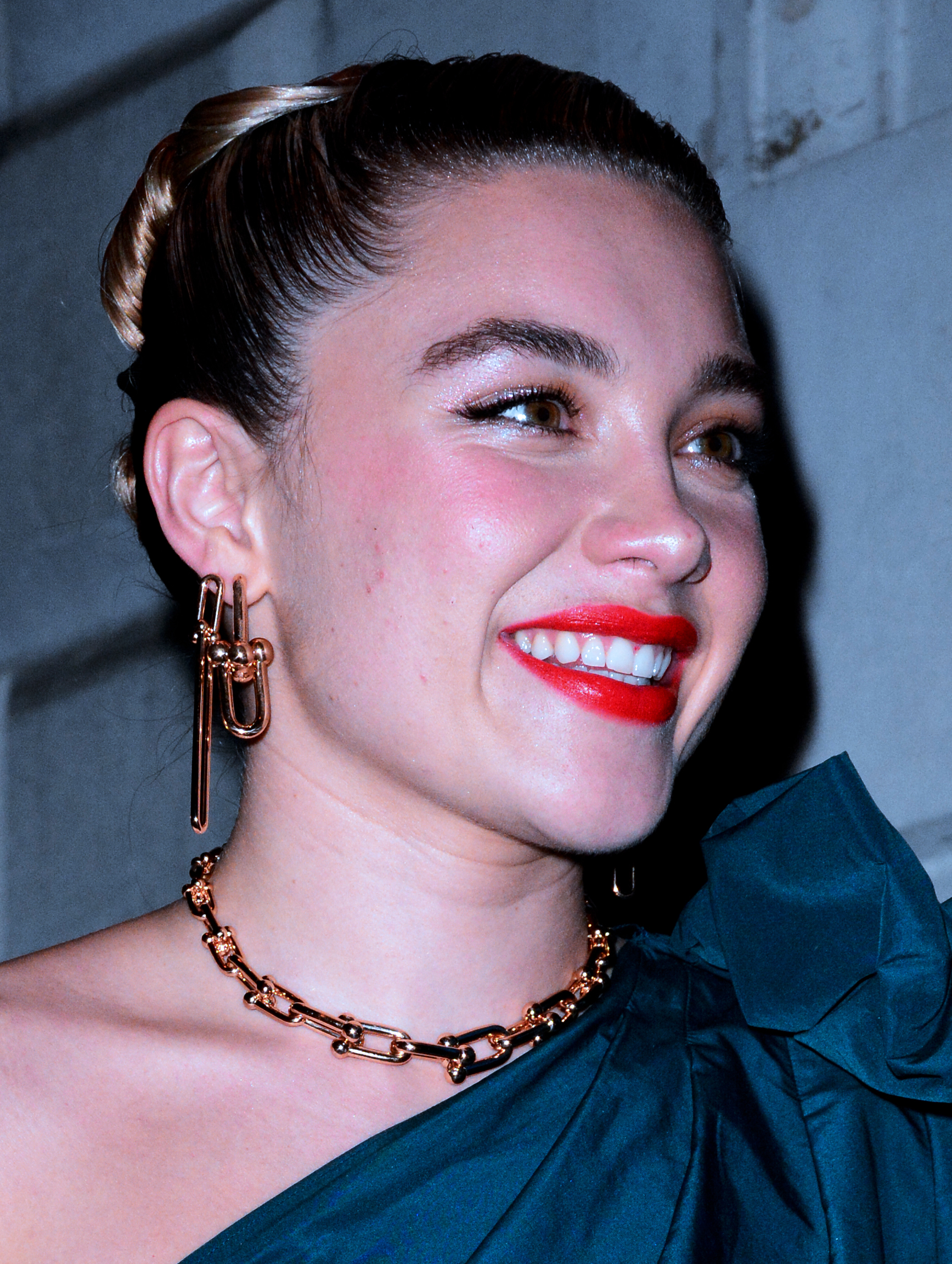
Игра Флоренс Пью получила широкое признание кинокритиков

Фильм был удостоен высоких оценок кинопрессы. На Rotten Tomatoes его рейтинг составляет 83 % на основе 411 обзоров со средней оценкой 7,6 из 10. На Metacritic на фильм получил 72 балла из 100 на основании 54 рецензий, что означает «в целом положительные отзывы».
Аудитория, опрошенная сайтом CinemaScore, поставила фильму в основном оценку С+ по шкале от A+ до F. Согласно сервису PostTrak, зрители дали киноленте в среднем 3 звезды из 5, а также 50 % «определённой рекомендации». Некоторые издания обратили внимание, что «Солнцестояние» «разделил зрителей» и стал «одним из самых поляризованных фильмов ужасов 2019 года» среди киноманов. Неоднозначная реакция аудитории вызвала положительную оценку Ари Астера, отметившего, что «не хочет снимать фильм, который всем понравится».
Режиссура Ари Астера была признана большинством критиков главным достоинством фильма. Джон Дефор из The Hollywood Reporter описал «Солнцестояние» как «уверенное продолжение» предыдущей работы Астера и «скорее тревожное, нежели пугающее путешествие, в которое стоит отправиться». Джон Андерсон из The Wall Street Journal, помимо общей положительной оценки фильма, посчитал его сильнейшими сторонами способность режиссёра использовать элементы неожиданности и выводить зрителя из равновесия. Эрик Кон из IndieWire дал киноленте оценку B, похвалив «смелые намерения» Астера снять «извращённый фильм о расставании», взяв за основу «„Плетёного человека“, бергмановское отчаяние шведской мифологии и эпический коллаж в огне». Он также высоко отозвался об «акробатической» операторской работе и «всепоглощающем» звуковом ландшафте, которые создают «завораживающее впечатление». Другие рецензенты, как и Кон, аналогично увидели в работе Астера современное переосмысление «Плетёного человека» 1973 года. Эрик Франсиско из Inverse счёл фильм «шедевром», сочетающим в себе «напряжение, драму, интригу и жестокое насилие», а также исследующим ПТСР и газлайтинг. Критик подытожил, что это «несомненно, самый тревожный фильм года, который неизбежно вызовет самые противоречивые мнения среди кинозрителей». Джейк Уилсон из The Age сопоставил фильм режиссёра со «Суспирией» Луки Гуаданьино, заметив, что первый стремится быть «по-настоящему тревожным», а не «модно трансгрессивным», как последний. Уилсон также одобрил тщательно продуманный подход Астера к дублям, по стилю напомнивших ему методы работы режиссёров в эпоху «классического Голливуда».
Перевоплощение Флоренс Пью вызвало особое внимание профессиональных рецензентов. Джошуа Роткопф из Time Out отметил «в высшей степени невротичность» и «взбалмошность» её персонажа, в то же время упомянув Астера как «непревзойдённого мастера устрашения». Критик А. А. Дауд из The A.V. Club оценил «выдающееся исполнение роли» актрисой, привносящей «чувствительность и физическую напряжённость», но при этом заметил, что её персонаж получился более схематичным, чем у Тони Коллетт в «Реинкарнации». Майкл Филлипс из Chicago Tribune в свою очередь указал, что Пью «превосходна везде» и «руководит этим шоу также уверенно, как и Тони Коллетт в своём». Джеймс Берардинелли из ReelViews похвалил «мощную» и «захватывающую» игру Флоренс Пью, «чья героиня проходит через мясорубку», а также Джека Рейнора, который «выкладывается по полной», несмотря на «менее сложную роль». Брайан Труитт из USA Today в своей рецензии, помимо Пью, выделил второстепенных актёров-шведов (особенно «загадочную» Изабель Грилл), чьи персонажи «неплохо балансируют» на грани добра и зла. Некоторые киноэксперты заприметили героя Уилла Поултера, по их мнению, внёсшего в фильм комическую составляющую.
Критиками также была положительно оценена музыка. Томрис Лаффли из RogerEbert.com писала, что «обманчивому умиротворению» в фильме «великолепно противостоит партитура The Haxan Cloak, от которой идут мурашки по коже». Питер Трэверс из Rolling Stone счёл музыку композитора «запоминающейся» и «жуткой», а Адам Грэм из The Detroit News — «зловеще яркой, которая всегда привлекает внимание». Эндрю Баркер из Variety однозначно признал музыку Крлика главным преимуществом фильма, которая привносит «эмоциональную нагрузку» и «искусную интригу», перекрывая ключевые недостатки.
Часть рецензентов смешанно и отрицательно восприняло «Солнцестояние». Сара Мишель Феттерс из MovieFreak неоднозначно оценила киноленту из-за «тупости» некоторых персонажей и отсутствия саспенса или напряжения в финале. При этом положительными сторонами фильма она сочла актёрский состав, монтаж и музыку. Симран Хэнс из The Guardian раскритиковала работу Астера как «издевательскую» и, как и Феттерс, ругала его неспособность привнести в фильм страх или напряжение, которые являются «неотъемлемыми качествами жанра ужасы». Мик Ласалль из San Francisco Chronicle отнёс к главному недостатку киноленты чрезмерное увлечение Астером шокирующими сценами вместо добавления «сюжетных сюрпризов», выразив сомнение, что режиссёру стоило браться за данный проект. Скотт Маркс из San Diego Reader оставил крайне негативный отзыв к фильму, посчитав его «скучным утренником в праздник летнего солнцестояния», где откровенная политическая сатира заменяется «140-минутным маршрутом с сексом и расчленёнкой».
Российские отзывы о киноленте также были в основном с положительной стороны. Анастасия Агеева из издания «Кинотексты» сочла фильм «новым взглядом на мир вокруг, свежим и бьющим точно в цель». Ксения Ильина из «Кино ТВ» отметила операторскую работу и то, что Астеру удалось снять «парадоксальное кино про подлинное единение с природой, возвращение к основам, недоступное XXI веку». Максим Сухагузов из «Афиши» похвалил «растущую уверенность» Астера как режиссёра, благодаря которому получилось «самое странное, болезненное и сатирическое кино о крахе отношений». Коллега Сухагузова по изданию Денис Виленкин, напротив, отрицательно отозвался о фильме, раскритиковав использование режиссёром повторных элементов из прошлой работы для «возведения пустого молодёжного хоррора в ранг кинематографического памятника».

### Темы и анализ

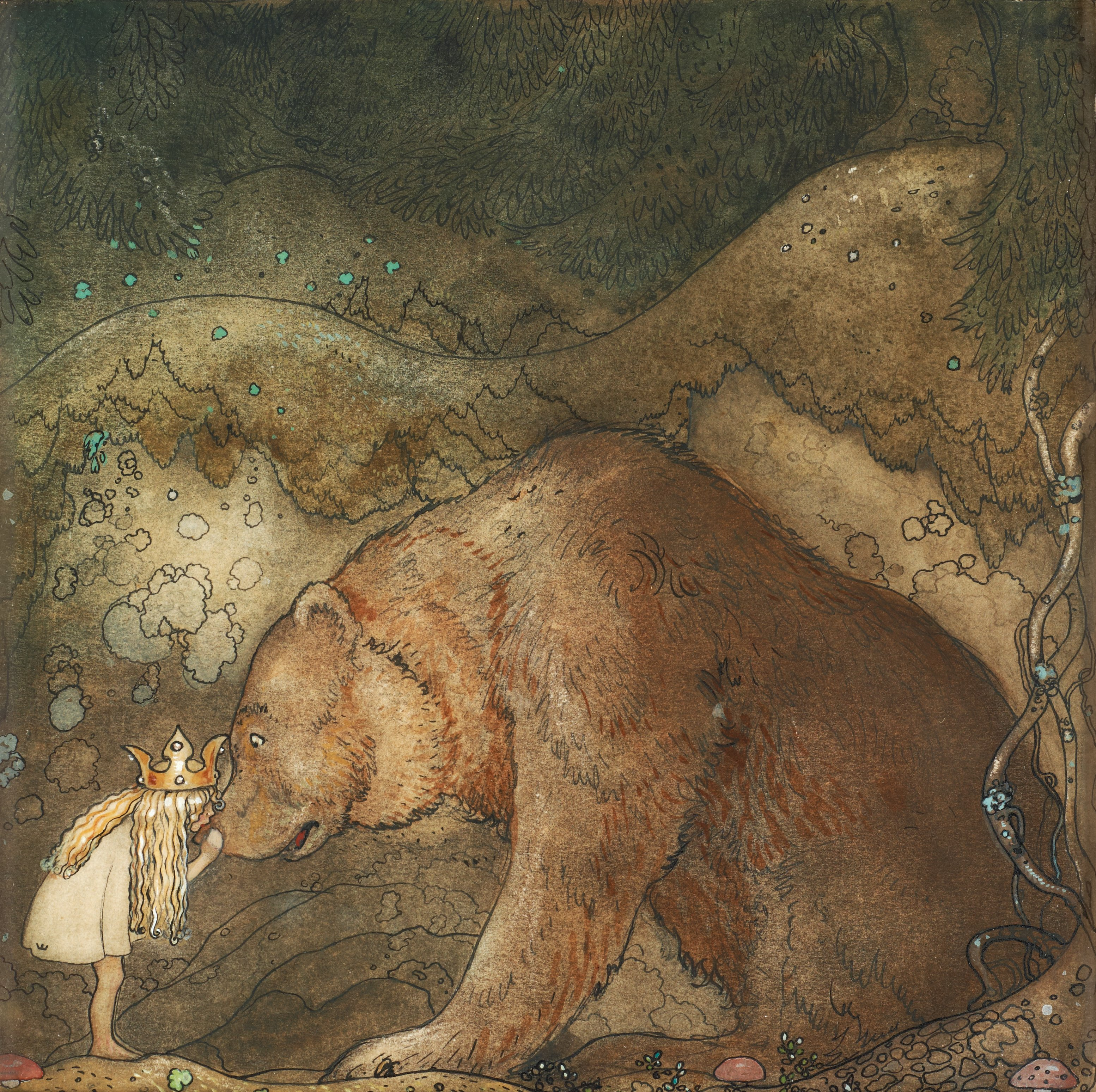
Картина Stackars lilla Basse! художника Йона Бауэра, появляющаяся в начале фильма. По мнению редакции журнала Vox, она намекает на грядущую историю киноленты, по стилю соответствующей сказке

Стив Роуз в своей статье для The Guardian описывал «Солнцестояние» как «мощное исследование горя, предательства, расставаний и многого другого». Он предположил, что трое напарников Дэни представляют собой пример «токсичной маскулинности» или аналог трёх спутников-мужчин Дороти в «Волшебнике страны Оз» (а именно Железного Дровосека, Трусливого Льва и Страшилу). По мнению критика, фильм можно считать «притчей о едком, городском, современном рационализме, уничтоженном первобытными сельскими ценностями». В качестве альтернативы он предложил интерпретировать традиции жителей деревни как «ультраправые, националистические или евгенические».
Алисса Уилкинсон из Vox сочла работу Астера «эмоциональным путешествием Дэни и следованием условностям сказки», где героиня в начале фильма теряет семью, а в конце становится королевой, как в случае с Золушкой или Белоснежкой. Она также отметила использование образов, предзнаменующих последующие события, на протяжении всего фильма. Сам режиссёр говорил: «Мы начинаем с того, что Дэни теряет семью, а заканчиваем тем, что Дэни её обретает. И поэтому, к лучшему или к худшему, [жители Хорги] здесь, чтобы обеспечить именно то, чего ей не хватает, и именно то, что ей нужно, в стиле настоящей сказки».
По утверждению Моники Вульф из Journal of Popular Film and Television, фильм отражает темы глобализации и американского империализма, а также описывает конкурирующие идеологии женственности и маскулинности, академических знаний и народных, капитализма и коммунизма. В то же время Вульф заметила, что такие «важные идеологические пространства, как извращённый урбанизм и идеализированная пастораль», проявляются не только в «Солнцестоянии», но и в других фильмах ужасов.
Неоднозначная сексуальная сцена между Кристианом и Майей вызвала споры и дискуссии критиков о том, является ли происходящее неким видом изнасилования, совершённого женщиной. В журнале Sexuality & Culture утверждается, что «противоречивый характер этого эпизода можно рассматривать как проблематичный, поскольку стирается грань между согласием и сексуальным насилием», и что данная сцена играет ключевое значение для современного понимания изнасилования, особенно мужчин.
Юсуке Нарита, японский профессор Йельского университета, положительно отозвался о фрагменте фильма, где пожилой старейшина прыгает со скалы. Этот эпизод Нарита привёл в качестве примера «массового самоубийства» или «многочисленного харакири», которое, по его утверждению, было единственным способом решить кризис старения в Японии. Заявление профессора вызвало широкий резонанс, но в то же время сделало его популярным среди молодёжи Японии.

## Награды и номинации
| Награда                                     | Категория                                                                                   | Номинант            | Результат | Пр.           |
| ------------------------------------------- | ------------------------------------------------------------------------------------------- | ------------------- | --------- | ------------- |
| Выбор критиков                              | Лучший научно-фантастический фильм или фильм ужасов                                         |                     | Номинация | [ 81 ]        |
| Ассоциация кинокритиков Чикаго              | Лучшие визуальные эффекты                                                                   |                     | Номинация | [ 82 ]        |
| Группа кинокритиков Флориды                 | Лучшая женская роль                                                                         | Флоренс Пью         | Номинация | [ 83 ]        |
| Группа кинокритиков Флориды                 | Награда Полин Кейл за прорыв (также за фильмы «Борьба с моей семьёй» и «Маленькие женщины») | Флоренс Пью         | Победа    | [ 83 ]        |
| Премия Брэма Стокера                        | Лучший сценарий                                                                             | Ари Астер           | Номинация | [ 84 ]        |
| Готэм                                       | Лучшая женская роль                                                                         | Флоренс Пью         | Номинация | [ 85 ]        |
| Готэм                                       | Лучший сценарий                                                                             | Ари Астер           | Номинация | [ 85 ]        |
| Ассоциация кинокритиков Голливуда           | Лучший фильм ужасов                                                                         |                     | Номинация | [ 86 ]        |
| Независимый дух                             | Лучшая операторская работа                                                                  | Павел Погоржельский | Номинация | [ 87 ]        |
| Премия Айвора Новелло                       | Лучшая музыка к фильму                                                                      | Бобби Крлик         | Победа    | [ 88 ]        |
| Группа кинокритиков Канзас-Сити             | Лучший научно-фантастический фильм, фэнтези или фильм ужасов                                |                     | Номинация | [ 89 ]        |
| Общество кинокритиков Лас-Вегаса            | Лучший фильм ужасов или научно-фантастический фильм                                         |                     | Победа    | [ 90 ]        |
| Премия Лондонской ассоциации кинокритиков   | Лучший фильм года                                                                           |                     | Номинация | [ 91 ] [ 92 ] |
| Премия Лондонской ассоциации кинокритиков   | Лучшая британская/ирландская актриса года                                                   | Флоренс Пью         | Победа    | [ 91 ] [ 92 ] |
| Премия Лондонской ассоциации кинокритиков   | Лучшая актриса года                                                                         | Флоренс Пью         | Номинация | [ 91 ] [ 92 ] |
| Национальный совет кинокритиков США         | Топ-10 лучших независимых фильмов года                                                      |                     | Победа    | [ 93 ]        |
| Национальное общество кинокритиков США      | Лучшая женская роль                                                                         | Флоренс Пью         | 3-е место | [ 94 ]        |
| Общество онлайн-кинокритиков                | Лучшая женская роль                                                                         | Флоренс Пью         | Номинация | [ 95 ]        |
| Общество кинокритиков Сан-Диего             | Прорыв года (также за фильм «Маленькие женщины»)                                            | Флоренс Пью         | Победа    | [ 96 ]        |
| Международный кинофестиваль в Санта-Барбаре | Virtuoso Award                                                                              | Флоренс Пью         | Победа    | [ 97 ]        |
| Сатурн                                      | Лучший фильм ужасов                                                                         |                     | Номинация | [ 98 ]        |
| Ассоциация кинокритиков Сент-Луиса          | Лучший фильм ужасов                                                                         |                     | Номинация | [ 99 ]        |